# Wielkopole (przystanek kolejowy)
Wielkopole – dawny wąskotorowy przystanek kolejowy w Wielkopolu, w woj. wielkopolskim, w Polsce. Przystanek znajdował się w pobliżu szkoły, przy drodze do Izabelina, na 11. kilometrze linii Jabłonka Słupecka – Wilczyn.